# Моррис Лейдольф, Эстер
Эстер Моррис Лейдольф (англ. Esther Morris Leidolf) — американский медицинский социолог, интерсекс-активистка, писательница, основательница организации MRKH, а также секретарь совета Intersex Society of North America.

## Биография
Эстер Моррис Лейдольф — американский социолог и медицинский работник, писательница, основательница организации MRKH, а также секретарь совета Intersex Society of North America. Моррис Лейдорф выступала на конференциях и мероприятиях, в том числе на Саммите ЛГБТИ по здравоохранению. Ее работы включают «The Missing Vagina Monologue». Она заявила:
То, что я родилась без влагалища, не было моей проблемой. Необходимость заиметь его стала настоящей проблемой.
Наряду с другими активистами, Моррис Лейдольф критиковала в 2006 году переход медицинской терминологии с термина «интерсекс» на термин «нарушения формирования пола». Она была одной из участниц отмеченного наградами документальном фильме 2012 года «Intersexion».